# 田辺宏章
田辺 宏章（たなべ ひろあき、1945年3月26日 - 2023年7月6日）は、日本の男性俳優・声優。本名・旧芸名：田辺 進三（たなべ しんぞう）。

## 人物
早稲田大学卒業。
文学座研究所8期生。プロダクション・エムスリーに所属していた。
1990年代以降に引退。
引退後はビルメンテナンス会社を設立。2023年7月6日に死去。78歳没。
特技は英会話。
兄は元早稲田大学教授の田辺洋二。

## 出演作品

### テレビドラマ
- キイハンター （TBS）
  - 第203話「突撃! ニッポン・どぶねずみ強盗団」（1972年） - コブラ団リーダー
  - 第220話「大追跡！殺しのしのび逢い」（1972年）
  - 第224話「デスマスクを愛した私」（1972年）
  - 第247話「食いしん坊ギャング南国道中記」（1972年）
  - 第259話「情無用のライセンス」（1973年）
- アイフル大作戦 第3話（1973年）
- プレイガール (1973年)
  - 第208話「高校生芸者殺人事件」 - 三条
  - 第237話「城下町の風俗巡査」
- 右門捕物帖 第2話「燃える男」（1974年、NET）
- Gメン'75（TBS）
  - 第236話（1979年） - 山崎
  - 第244話（1980年） - 綾部健一
  - 第253話（1980年） - 冴田
  - 第278話（1980年） - 映画会社スタッフ
  - 第330話（1981年） - スナックマスター
  - 第345話（1982年） - 柿沼
- 特捜最前線 第17話（1977年） - リーダー
- バトルフィーバーJ 第44話「地獄谷の月影一族」（1979年） - 月影一族頭領
- 大河ドラマ（NHK）
  - 獅子の時代（1980年） - 自由党員
  - おんな太閤記（1981年） - 榊原康政
  - 峠の群像（1982年） - 亀井茲親
  - 徳川家康（1983年） - 永井直勝
  - 春の波涛（1985年） - 警察幹部
- Gメン'82 第8話（1982年、TBS）
- 武蔵坊弁慶（1986年、NHK） - 仲教

### テレビアニメ
1981年
- ヤットデタマン（1981年 - 1982年、大巨神）

1982年
- 逆転イッパツマン（金角）
- ときめきトゥナイト（大巨人、魔界の大王）

1983年
- スペースコブラ
- 装甲騎兵ボトムズ（サンジニイ）
- パーマン（大山先生 他）

1986年
- 三国志II 天翔ける英雄たち（典韋）

### 劇場アニメ
- パーマン バードマンがやって来た!!（1983年、大山先生[8]）

### OVA
1988年
- 麻雀飛翔伝 哭きの竜（田村、宮川）

1989年
- 神州魑魅変（雲海和尚）
- 寒月一凍悪霊斬り（稲本夢庵）

1993年
- タイムボカン王道復古（大巨神）

### ラジオドラマ
- スペース・ファンタジー 「アディオス・ケンタウルス」（NHK-FM、1986年）

### CM
- 黄金合身 大馬神[10]